# The wall came tumbling down
The wall came tumbling down is een lied van Bolland & Bolland uit 1989. Het lied heeft de Val van de Muur in Berlijn tot onderwerp die dat jaar plaatsvond. Het werd uitgebracht op een 7" single en een maxisingle.
De single was een Alarmschijf in 1990 en werd een bescheiden hit in Nederland. Dankzij hun werk als producers en schrijvers wist het duo niettemin voor de vijfde maal op rij de Conamus Exportprijs te winnen.

## Tracks
7" single
A. The wall came tumbling down - 3:58
B. Stormwarning - 3:58
12" single en maxisingle
1. The wall came tumbling down (special dance version) - 7:23
2. The wall came tumbling down (extended version) - 6:49
3. Stormwarning - 3:58

## Hitnoteringen
| Nederlandse Top 40: 13-01-1990 t/m 03-02-1990 | Nederlandse Top 40: 13-01-1990 t/m 03-02-1990 | Nederlandse Top 40: 13-01-1990 t/m 03-02-1990 | Nederlandse Top 40: 13-01-1990 t/m 03-02-1990 | Nederlandse Top 40: 13-01-1990 t/m 03-02-1990 | Nederlandse Top 40: 13-01-1990 t/m 03-02-1990 |
| Week:                                         | 1                                             | 2                                             | 3                                             | 4                                             |                                               |
| --------------------------------------------- | --------------------------------------------- | --------------------------------------------- | --------------------------------------------- | --------------------------------------------- | --------------------------------------------- |
| Positie                                       | 36                                            | 28                                            | 23                                            | 31                                            | uit                                           |

| Nederlandse Nationale Top 100: 13-01-1990 t/m 24-02-1990 | Nederlandse Nationale Top 100: 13-01-1990 t/m 24-02-1990 | Nederlandse Nationale Top 100: 13-01-1990 t/m 24-02-1990 | Nederlandse Nationale Top 100: 13-01-1990 t/m 24-02-1990 | Nederlandse Nationale Top 100: 13-01-1990 t/m 24-02-1990 | Nederlandse Nationale Top 100: 13-01-1990 t/m 24-02-1990 | Nederlandse Nationale Top 100: 13-01-1990 t/m 24-02-1990 | Nederlandse Nationale Top 100: 13-01-1990 t/m 24-02-1990 | Nederlandse Nationale Top 100: 13-01-1990 t/m 24-02-1990 |
| Week:                                                    | 1                                                        | 2                                                        | 3                                                        | 4                                                        | 5                                                        | 6                                                        | 7                                                        |                                                          |
| -------------------------------------------------------- | -------------------------------------------------------- | -------------------------------------------------------- | -------------------------------------------------------- | -------------------------------------------------------- | -------------------------------------------------------- | -------------------------------------------------------- | -------------------------------------------------------- | -------------------------------------------------------- |
| Positie:                                                 | 47                                                       | 25                                                       | 18                                                       | 18                                                       | 36                                                       | 62                                                       | 93                                                       | uit                                                      |